# Матмата
Матма́та або Метма́та (араб. مطماطة, фр. Matmata, бербер. ⵎⴰⵜⵎⴰⵜⴰ) — селище у вілаєті Габес на півдні Тунісу.
Частина місцевих жителів живуть в традиційних напівпідземних житлах у вигляді глибоких землянок, викопаних в місцевому твердому ґрунті. Навколо кожної землянки потім викопувалися штучні печери, що служили кімнатами і були сполучені ровами-коридорами.
Один з будинків в Матмате здобув популярність після того, як він був знятий у фільмах «Зоряні війни» як рідний дім Люка Скайвокера — це був готель «Сіді-Дрісс», де туристи розміщуються в традиційних житлах місцевого типу. Крім того, одна з місій гри Call of Duty 2, пов'язана з північноафриканською кампанією, також відбувається в Матматі.

## Історія

### Стародавня історія
Згідно з місцевими переказами, напівпідземні будинки вперше були побудовані в цих місцях в римську епоху, коли римляни направили в цей регіон два єгипетські племена з правом поселитися тут і вбивати будь-якого, кого вони зустрінуть на шляху. Місцевим жителям довелося покинути місця свого проживання і вирити печери, щоб сховатися від загарбників, проте ночами вони покидали свої житла, щоб нападати на чужоземців. Поселення збереглися досі і широку популярність здобули тільки в 1967 році.
Умови життя в Матматі були важкими. Оскільки Туніс відомий великомасштабним виробництвом оливкової олії, щовесни з початком оливкового сезону чоловіки з Матмати відправлялися на північ у пошуках роботи і поверталися восени після закінчення сезону. Зазвичай вони отримували плату оливковою олією, яку вони пізніше обмінювали на інші товари (зараз зазвичай продають за гроші), і таким чином забезпечували собі продукти, одяг та інші необхідні речі.

### Сучасна популярність

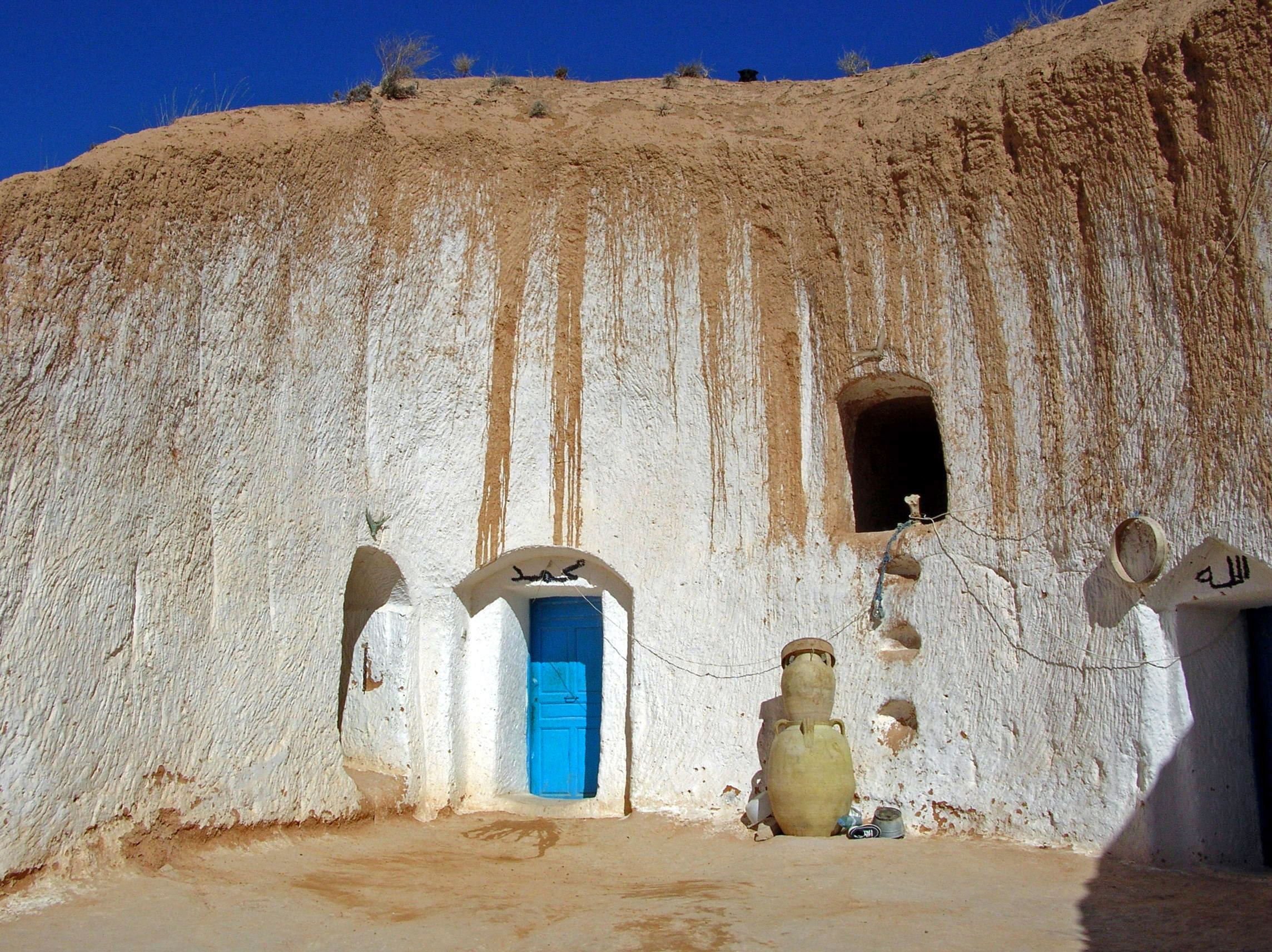
Берберський дім

Матмата не мала популярності до 1967 року, коли в результаті сильних злив, що тривали 22 дні, глинобитні будинки аборигенів були затоплені, а багато з них почало руйнуватися. Община направила делегацію до адміністрації регіону у місті Габес з проханням про допомогу. Допомога, незважаючи на несподіванку прохання, була надана, і в Матматі побудували наземні житла. Попри це, багато жителів Матмати продовжують мешкати в перебудованих підземних будинках, і лише небагато переселилися в нові житла на поверхні.
В даний час Матмата — широко відома туристична визначна пам'ятка, і більшість населення заробляють гроші в туристичному бізнесі або фольклорними виставками в своїх будинках.